# نمتسوو
نمتسوو (انگلیسی: Nemtsevo) یک شهرک در بخش نوووسکولسکی استان بلگورود کشور روسیه است.